# 新萊巴嫩 (密蘇里州)
新萊巴嫩（英語：New Lebanon）是位於美國密蘇里州庫珀縣的非建制地區。

## 歷史
新萊巴嫩的郵局於1887年設立，其後於1906年停運。

## 地理
新萊巴嫩所處的海拔為高於海平面256米（即840英呎），而該地所採用的時區為UTC-6，即北美中部時區（CST）。同時該地設有夏令時間，為UTC-6調快一小時，即UTC-5（CDT）。